# Мирова (станція)
Мирова́ — проміжна залізнична станція Криворізької дирекції Придніпровської залізниці на електрифікованій лінії Апостолове — Запоріжжя II між станціями Марганець (17 км) та Канцерівка (21 км). Розташована в селі Топила, за 5,8 км від селища Томаківка Нікопольського району Дніпропетровської області.

## Історія
Станція Мирова відкрита 1904 року. Назва станції походить від слова «Мир», що трактується як суспільство, громада. Існують дві версії виникнення цієї назви, за однією з них станція отримала назву від селища Мирове, яке розташоване у безпосередній близькості від станції. У XVIII столітті селище увійшло до складу села Томаківка, але з 1921 року знову стало самостійною територіальною одиницею. За іншою версією — назва походить від посади поміщика Гаркушевського — у XIX столітті він був мировим суддею. Коли селище відокремилося від Томаківки, його стали називати на честь мировим суддею, адже землі і підприємства були у його власності. Залізнична станція так надихнула поета Ігоря Калініченко, що він і написав вірш про неї — «Станція Мирова».
Вокзал, як і більшість об'єктів залізничної інфраструктури зазнали суттєвих руйнувань під час Другої світової війни. Після закінчення війни була побудована нова будівля вокзалу — прямокутна, гірчичного кольору, цегляна будівля в типовому стилі, а з декору — лише рустика по кутах.

## Пасажирське сполучення
До 18 січня 2023 року на станції Мирова зупинявся єдиний пасажирський поїзд № 119/120 сполученням Запоріжжя — Львів. З 19 січня 2023 року, заради безпеки пасажирів, що пов'язано з регулярними обстрілами російськими окупантами громад Нікопольського району, поїзду змінено маршрут руху через станцію Дніпро-Головний (з 10 грудня 2023 року поїзд курсує під № 127/128), а приміським електропоїздам сполученням Запоріжжя — Нікополь обмежено маршрут руху до станції Марганець.